# Templars: In Sacred Blood
Templars: In Sacred Blood je studiové album Johna Zorna, v pořadí šesté s projektem Moonchild. Album vyšlo v květnu 2012 pod značkou Tzadik Records.

## Seznam skladeb
Autorem všech skladeb je John Zorn.
| Pořadí         | Název                   | Délka |
| -------------- | ----------------------- | ----- |
| 1.             | Templi Secretum         | 5:33  |
| 2.             | Evocation of Baphomet   | 5:26  |
| 3.             | Murder of the Magicians | 4:14  |
| 4.             | Prophetic Souls         | 6:20  |
| 5.             | Libera Me               | 3:20  |
| 6.             | A Second Sanctuary      | 5:06  |
| 7.             | Recordatio              | 3:53  |
| 8.             | Secret Ceremony         | 9:15  |
| Celková délka: | Celková délka:          | 43:07 |

## Obsazení
- Joey Baron – bicí
- Trevor Dunn – baskytara
- John Medeski – varhany
- Mike Patton – hlas